# Tour of Qatar 2007
Il Tour of Qatar 2007, sesta edizione della corsa, si svolse dal 28 gennaio al 2 febbraio su un percorso di 715 km ripartiti in 6 tappe. Fu vinto dal belga Wilfried Cretskens della Quick Step-Innergetic davanti al suo connazionale e compagno di squadra Tom Boonen, vincitore dell'edizione precedente, e all'olandese Steven de Jongh.

## Tappe
| Tappa  | Data       | Percorso                      | km  | Vincitore di tappa    | Leader cl. generale |
| ------ | ---------- | ----------------------------- | --- | --------------------- | ------------------- |
| 1ª     | 28 gennaio | Doha > Doha (cron. a squadre) | 6   | Quick Step-Innergetic | Steven de Jongh     |
| 2ª     | 29 gennaio | Al Wakra > Al Whadha          | 135 | Tom Boonen            | Tom Boonen          |
| 3ª     | 30 gennaio | Dohat Salwa > Khalifa         | 140 | Tom Boonen            | Tom Boonen          |
| 4ª     | 31 gennaio | Khalifa > Doha                | 139 | Tom Boonen            | Tom Boonen          |
| 5ª     | 1 febbraio | Al Zubarah > Mesaieed         | 160 | Greg Van Avermaet     | Wilfried Cretskens  |
| 6ª     | 2 febbraio | Al Kharrara > Doha            | 134 | Tom Boonen            | Wilfried Cretskens  |
| Totale | Totale     | Totale                        | 715 |                       |                     |

## Dettagli delle tappe

### 1ª tappa
- 28 gennaio: Doha > Doha (cron. a squadre) – 6 km

| Pos. | Squadra               | Tempo |
| ---- | --------------------- | ----- |
| 1    | Quick Step-Innergetic | 6'33" |
| 2    | Team Milram           | a 5"  |
| 3    | Liquigas              | a 7"  |

| Pos. | Corridore          | Squadra    | Tempo |
| ---- | ------------------ | ---------- | ----- |
| 1    | Steven de Jongh    | Quick Step | 6'33" |
| 2    | Wilfried Cretskens | Quick Step | s.t.  |
| 3    | Tom Boonen         | Quick Step | s.t.  |

### 2ª tappa
- 29 gennaio: Al Wakra > Al Whadha – 135 km

| Pos. | Corridore           | Squadra     | Tempo    |
| ---- | ------------------- | ----------- | -------- |
| 1    | Tom Boonen          | Quick Step  | 3h01'50" |
| 2    | Alessandro Petacchi | Team Milram | s.t.     |
| 3    | Jean-Patrick Nazon  | AG2R        | s.t.     |

| Pos. | Corridore       | Squadra    | Tempo    |
| ---- | --------------- | ---------- | -------- |
| 1    | Tom Boonen      | Quick Step | 3h08'13" |
| 2    | Steven de Jongh | Quick Step | a 7"     |
| 3    | Gert Steegmans  | Quick Step | a 8"     |

### 3ª tappa
- 30 gennaio: Dohat Salwa > Khalifa – 140 km

| Pos. | Corridore           | Squadra     | Tempo    |
| ---- | ------------------- | ----------- | -------- |
| 1    | Tom Boonen          | Quick Step  | 3h25'06" |
| 2    | Alessandro Petacchi | Team Milram | s.t.     |
| 3    | Bernhard Eisel      | T-Mobile    | s.t.     |

| Pos. | Corridore           | Squadra     | Tempo    |
| ---- | ------------------- | ----------- | -------- |
| 1    | Tom Boonen          | Quick Step  | 6h33'09" |
| 2    | Alessandro Petacchi | Team Milram | a 13"    |
| 3    | Steven de Jongh     | Quick Step  | a 17"    |

### 4ª tappa
- 31 gennaio: Khalifa > Doha – 139 km

| Pos. | Corridore      | Squadra    | Tempo    |
| ---- | -------------- | ---------- | -------- |
| 1    | Tom Boonen     | Quick Step | 2h54'54" |
| 2    | Graeme Brown   | Rabobank   | s.t.     |
| 3    | Murilo Fischer | Liquigas   | s.t.     |

| Pos. | Corridore       | Squadra    | Tempo    |
| ---- | --------------- | ---------- | -------- |
| 1    | Tom Boonen      | Quick Step | 9h27'52" |
| 2    | Steven de Jongh | Quick Step | a 27"    |
| 3    | Bernhard Eisel  | T-Mobile   | a 33"    |

### 5ª tappa
- 1 febbraio: Al Zubarah > Mesaieed – 160 km

| Pos. | Corridore         | Squadra     | Tempo    |
| ---- | ----------------- | ----------- | -------- |
| 1    | Greg Van Avermaet | Predictor   | 3h26'13" |
| 2    | Marcel Sieberg    | Team Milram | s.t.     |
| 3    | Stéphane Poulhiès | AG2R        | s.t.     |

| Pos. | Corridore          | Squadra    | Tempo     |
| ---- | ------------------ | ---------- | --------- |
| 1    | Wilfried Cretskens | Quick Step | 12h54'41" |
| 2    | Tom Boonen         | Quick Step | a 2'19"   |
| 3    | Steven de Jongh    | Quick Step | a 2'44"   |

### 6ª tappa
- 2 febbraio: Al Kharrara > Doha – 134 km

| Pos. | Corridore           | Squadra     | Tempo    |
| ---- | ------------------- | ----------- | -------- |
| 1    | Tom Boonen          | Quick Step  | 2h56'17" |
| 2    | Alessandro Petacchi | Team Milram | s.t.     |
| 3    | Graeme Brown        | Rabobank    | s.t.     |

| Pos. | Corridore          | Squadra    | Tempo     |
| ---- | ------------------ | ---------- | --------- |
| 1    | Wilfried Cretskens | Quick Step | 15h50'58" |
| 2    | Tom Boonen         | Quick Step | a 2'09"   |
| 3    | Steven de Jongh    | Quick Step | a 2'44"   |

## Classifiche finali

### Classifica generale
| Pos. | Corridore          | Squadra    | Tempo     |
| ---- | ------------------ | ---------- | --------- |
| 1    | Wilfried Cretskens | Quick Step | 15h50'58" |
| 2    | Tom Boonen         | Quick Step | a 2'09"   |
| 3    | Steven de Jongh    | Quick Step | a 2'44"   |
| 4    | Bernhard Eisel     | T-Mobile   | a 2'52"   |
| 5    | Gregory Henderson  | T-Mobile   | a 3'01"   |
| 6    | Andreas Klier      | T-Mobile   | a 3'08"   |
| 7    | Leif Hoste         | Predictor  | a 3'09"   |
| 8    | Alexandre Pichot   | Bouygues   | a 3'11"   |
| 9    | Mathew Hayman      | Rabobank   | a 3'30"   |
| 10   | Servais Knaven     | T-Mobile   | a 3'44"   |